# Perverted by Language
Perverted by Language — седьмой студийный альбом британской рок-группы The Fall, записанный осенью 1983 года в манчестерской Pluto Studios продюсером Стивом Паркером и выпущенный 12 декабря 1983 года лейблом Rough Trade. 24 декабря альбом возглавил списки UK Indie Chart.

## История создания
Альбом явился первым и последним результатом временно возобновившего сотрудничества группы с лейблом Rough Trade, которое было прекращено в 1981 году. На этот раз камнем преткновения вился спор о видео, которым The Fall собирались укомплектовать альбом. Видео Perverted By Language Bis был записан на средства группы и продюсерской группой Ikon, которая выпустила его на VHS в 1984 году (DVD-версия вышла на Cherry Red в 2003 году), когда The Fall уже записывались на Beggars Banquet.
Perverted by Language стал первым альбомом, в записи которого в качестве полноправной участницы группы приняла участие Брикс Смит, жена Марка Э. Смита. Она записала вокальную партию в «Hotel Bloedel», но работа над большей частью пластинки была завершена прежде, чем она присоединилась к составу.
В студии, записывая материал Perverted by Language, Смит использовал кассету с демо-плёнкой: она звучала всё время, пока шла запись, и осталась на пластинке своего рода фоновым эхо.
«В новом альбоме больше красивостей. Room to Live предполагался как самый свободный по форме, Perverted by Language — намного смешнее. Мы сегодня научились многому: в частности, серьёзность и юмор соединять с большей искусностью», — говорил об альбоме Смит в интервью ZigZag.

## Отзывы критики
Как отмечал New Musical Express, The Fall не воспроизводила в студии сценической атмосферы — отчасти в силу «бесчувственности» продюсеров, в основном — из-за собственного нежелания создавать «ауру музыкальности». Особенно, как считал Гари Хопкинс, это проявилось в альбоме Perverted By Language.

## Список композиций

### Сторона 1
1. «Eat Y’Self Fitter» (Mark E. Smith) — 6:38
2. «Neighbourhood of Infinity» (Smith, Karl Burns, Paul Hanley, Steve Hanley, Craig Scanlon) — 2:41
3. «Garden» (M. Smith, Scanlon) — 8:42
4. «Hotel Bloedel» (M. Smith, S. Hanley, Brix Smith) — 3:47

### Сторона 2
1. «Smile» (M. Smith, Scanlon) — 5:06
2. «I Feel Voxish» (M. Smith, S. Hanley, Marc Riley) — 4:19
3. «Tempo House» (M. Smith, S. Hanley) — 8:51 (The Hacienda, Манчестер, июль 1983)'
4. «Hexen Definitive / Strife Knot» (M. Smith, Burns, Adrian Niman, Scanlon) — 6:57

#### О песнях альбома
- «Eat Y’self Fitter». Первый трек альбома радиоведущий BBC Radio 1 Джоном Пилом в свой список Desert Island Discs. Пил рассказывал, что когда впервые услышал эту песню на сессии, записанной для его программы группой в марте 1983 года, потерял сознание и продюсеру Джону Уолтерсу пришлось приводить его в чувство[6]. Между тем, качеством звучания студийной версии Смит был крайне неудовлетворён: «Eat Y’Self Fitter нам пришлось записывать семь раз, потому что инженер чего-то такого там не мог ухватить, и к шестой попытке мы уже были сыты по горло»[7], — вспоминал он в 1985 году.

## Перевыпуски
Альбом 5 раз перевыпускался на CD. Первые три переиздания (1984 — Line Records, 1993 — Castle Records, 1998 Cog Sinister Records) дублировал оригинальный виниловый сет. В 1998 году на Castle Music он вышел в несколько изменённом миксе (существенно изменённым оказался трек «Garden») с пятью бонус-треками:
1. «The Man Whose Head Expanded»
2. «Ludd Gang»
3. «Kicker Conspiracy»
4. «Wings»
5. «Pilsner Trail»

Первые четыре выпускались в 1983 году синглами, пятый был студийным «отбросом» и издавался прежде лишь на бутлеге под названием «Plaster On The Hands».

### 2005: бонус-треки
Переиздание 2005 года (Castle Music) вновь содержал в себе треки в оригинальном миксе, все бонусы 1998 года и дополнительным диском, куда вошли иначе смикшированные версии, концертные записи и Peel Session.
1. «Smile»
2. «Garden»
3. «Hexen Definitive»/«Strife Knot»
4. «Eat Y’Self Fitter»
5. «Garden» (1998 remix)
6. «Neighbourhood Of Infinity» (Мюнхен, апрель 1984)
7. «Smile» (Нью-Йорк, май 1983)
8. «Tempo House» (Нью-Йорк, май 1983)
9. «Perverted By Language» (Лондон, декабрь 1983)
10. «Wings» (Лондон, март 1982)
11. «Backdrop» (Брайтон, октябрь 1983)

1-4 песни были взяты с John Peel Session #6. Шестая — со сборника Palace Of Swords Reversed (1987), 7-8 с компиляции Speed Trials, выпущенном лейблом Homestead Records (где в числе прочих были представлены Beastie Boys, Sonic Youth и Лидия Ланч.

## Участники записи
- Марк Эдвард Смит — вокал, фортепиано, скрипка
- Скэнлон — гитара, вокал
- Steve Hanley — бас-гитара
- Paul Hanley — ударные, клавишные
- Karl Burns — ударные, бас-гитара
- Brix Smith — гитара, вокал («Hotel Bloedel»)